# Gardendale (Alabama)
Pour les articles homonymes, voir Gardendale.
La ville américaine de Gardendale est située dans le comté de Jefferson, dans l’Alabama. Lors du recensement de 2010, sa population s’élevait à 13 893 habitants.

## Démographie
| 1960  | 1970  | 1980  | 1990  | 2000   | 2010   |
| ----- | ----- | ----- | ----- | ------ | ------ |
| 4 712 | 6 537 | 8 005 | 9 251 | 11 626 | 13 893 |

## Source
- (en) Cet article est partiellement ou en totalité issu de l’article de Wikipédia en anglais intitulé « Gardendale, Alabama » (voir la liste des auteurs).